# Chilton, Wisconsin
Chilton este o localitate, municipalitate și sediul comitatului Calumet, statul Wisconsin, Statele Unite ale Americii.